# Economía de Belice
La economía beliceña es la más pequeña de la región centroamericana, pero es la tercera en PIB per cápita en Centroamérica, solo después de Panamá y Costa Rica.
Belice tiene una economía basada fundamentalmente en la agricultura y los servicios. La estabilidad de la moneda es uno de los atractivos para la inversión extranjera. En 1996 el ingreso per cápita fue de US$ 2.308 mientras que en 1989 había sido de $1.664, lo que representó un crecimiento de 39%. El producto interno bruto (PIB) creció 67% entre 1989 ($306 millones) y 1996 ($512 millones), mientras que la población creció 21% en ese mismo período. El PIB registró una tasa de crecimiento real de 3,8% en 1995 y de 1,5% en 1996. Aunque la inflación es baja, en 1996 se intensificó: el índice de precios al consumidor fue de 2,8% en 1995 y de 6,4% en 1996, mientras que el promedio de los cinco años anteriores fue de 3,2%. 
Desde 1998, hasta el año 2002, el turismo ha representado el 19.9% del PIB (producto interno bruto). La agricultura, manufactura y turismo son las fuentes de mayor generación de divisas, además a Belice se considera un paraíso fiscal.

## Historia
En el siglo XVII, marinos ingleses navegaron por la zona dedicándose a la piratería y a la tala del palo de Campeche para la producción de tinte, empezando los primeros asentamientos en la región. 
El tratado de Madrid de 1670 puso fin a los ataques piratas, mientras los ingleses se concentraron en cortar palo de Campeche y con la madera se producía un agente de fijación para los tintes de ropa que era vital para la industria de lana europea. España otorgó licencia de ocupar el área a los colonos británicos a condición de que cesaran los actos de piratería.

### Colonia Británica (1821)
En el siglo XIX, los británicos ejercieron un mayor control sobre los colonos, amenazando con la suspensión del Public Meeting a menos que se observaran las instrucciones del gobierno con respecto a la abolición de la esclavitud. Aunque la esclavitud fue abolida en 1838 en el Imperio británico, las condiciones de trabajo de la población laboral en la colonia de Belice eran denigrantes. Los esclavos de la colonia eran valorados por sus habilidades en la extracción de caoba. Como resultado, los antiguos dueños de esclavos en la Honduras británica ganaban entre 53,69 £ de promedio por esclavo, el monto más alto pagado en cualquier parte del Imperio británico.
Poco después, se pusieron en marcha una serie de instituciones para garantizar la presencia continua de una fuerza de trabajo viable. Algunas de ellas limitaron la capacidad de las personas para obtener tierra, mediante un sistema de peonaje por deudas que permitió mantener a los antiguos esclavos «liberados» como fuerza de trabajo. Debido a que una pequeña élite controlaba la tierra y el comercio de la colonia, los antiguos esclavos no tenían otro remedio que seguir trabajando como leñadores.
En 1862, el Reino Unido lo declaró formalmente como una colonia de la Corona británica, subordinada a Jamaica, bautizada con el nombre de Honduras Británica (en inglés: British Honduras). Como colonia, Belice comenzó a atraer a inversores británicos. Entre las empresas británicas que dominaron la colonia en el siglo XIX se encuentra la Belize Estate and Produce Company, que logró adquirir la mitad de todas las tierras de propiedad privada del territorio. La gran influencia de esta compañía privada se explica en parte por la dependencia de la colonia del comercio de caoba durante el resto del siglo XIX y la primera mitad del siglo XX.

## SigloXX
La Gran Depresión de 1930 provocó un colapso casi total de la economía colonial, ya que la demanda británica de madera se desplomó. Los efectos del desempleo generalizado se agravaron por un huracán que afectó a la colonia en 1931. Los esfuerzos de rescate y reconstrucción del gobierno fueron percibidos como inadecuados, una situación que agravó tras su negativa ante las llamadas populares de legalizar los sindicatos e introducir un salario mínimo. Las manifestaciones y los disturbios de 1934 marcaron el comienzo de un movimiento nacionalista a favor de la independencia. En respuesta, el gobierno revocó las sanciones penales contra los trabajadores que violaron los términos de sus contratos de trabajo por haberse afiliado a sindicatos, y concedió a estos el derecho de afiliación a los mismos.
Las condiciones económicas mejoraron durante la Segunda Guerra Mundial (1939-1945), cuando muchos hombres de Belice ingresaron en las fuerzas armadas o contribuyeron como fuerza laboral al esfuerzo bélico. Después de la guerra, la economía de la colonia se estancó nuevamente debido a las presiones causadas por los efectos perjudiciales de la guerra. La decisión británica de devaluar el dólar de la Honduras británica en 1949 empeoró las condiciones económicas y condujo a la creación del Comité del Pueblo, que exigía la independencia. 

## Independencia
La Honduras Británica fue rebautizada oficialmente como «Belize» en 1973. El progreso hacia la independencia, sin embargo, se vio obstaculizado por una reclamación guatemalteca de soberanía del territorio. Belice, finalmente, alcanzó la plena independencia el 21 de septiembre de 1981, con la protección del Reino Unido manteniendo una base militar en el territorio.  

### Agricultura
En 2018, Belice produjo 1,7 millones de toneladas de caña de azúcar, dependiendo en gran medida de este producto. Además de la caña de azúcar, el país produjo este año 100 000 toneladas de naranja, 80 000 toneladas de plátano, 77 000 toneladas de maíz, además de menores producciones de otros productos agrícolas como papaya, arroz y soja.

## Indicadores económicos de Belice
| País   | PIB (PPA) per cápita (2025) | ingreso nacional bruto PPA Per Cápita (2024) | PIB nominal per cápita (2024) | PIB (PPA) (2025) | PIB nominal (2025) | Crecimiento económico (%) (2024) |
| ------ | --------------------------- | -------------------------------------------- | ----------------------------- | ---------------- | ------------------ | -------------------------------- |
| Belice | $6,473 USD                  | $6,520                                       | $6,395                        | $6,672,000,000   | $3,570,000,000     | 3,42%                            |